# جوليا كابا ألبا
جوليا كابا ألبا (بالإسبانية: Julia Caba Alba)‏ هي ممثلة إسبانية، ولدت في 31 يوليو 1902 في مدريد في إسبانيا، وتوفي بنفس المكان في 14 نوفمبر 1988.

## وصلات خارجية
- جوليا كابا ألبا على موقع IMDb (الإنجليزية)
- جوليا كابا ألبا على موقع قاعدة بيانات الفيلم (الإنجليزية)